# Тайпана
Дикома̀но Дикома̀но (на италиански: Taipana; на словенски: Tipana, Типана, на фриулски: Taipane, Taipane) е община в Северна Италия, провинция Удине, автономен регион Фриули-Венеция Джулия. Разположено е на 478 m надморска височина. Населението на общината е 691 души (към 2010 г.).
Административен център на общината е село Платискис (Platischis). В общинската територия се говори словенският език и той има официален статус на общинско ниво.